# 斯洛伐克复兴党
斯洛伐克复兴党（缩写为SSO）是捷克斯洛伐克历史上的一个基督教社会主义政党，主要在斯洛伐克活动。1948年二月事件前夕，米·波拉克等人宣布退出民主党，谴责党内领导人反对捷克斯洛伐克共产党（捷共）的立场，并号召民主党与斯洛伐克共产党（斯共）合作。1948年2月25日，波拉克等人正式成立行动委员会，并在民主党解散后，于同年3月23日开始以斯洛伐克复兴党的名义活动，承认捷共为国家的领导力量，加入捷共领导的民族阵线，成为捷共的卫星党。1989年12月10日，该党召开非常代表大会，决定改组为民主党，重新选举党的领导机构，同时制定新的党纲和党章，确立党的宗旨为继承欧洲基督教文化和道德传统，在政治上主张议会民主和政治多元化，在经济上提倡对外开放、恢复私有制和自由经营模式，同时支持政教分离与民族和解政策。该党的成员不多。该党的机关报是《人民报》，后改名为《时间》。